# 内山靖二郎
内山 靖二郎（うちやま やすじろう）は、日本の小説家、ライトノベル作家。東京都出身・在住。
メディアファクトリー主催の第2回MF文庫Jライトノベル新人賞で、『神様のお気に入り』が佳作を受賞。2006年7月にMF文庫Jより出版される。ライトノベルの他にクトゥルフ神話TRPGに関する本も執筆している。

## 作品リスト

### ライトノベル
- 『神様のおきにいり』（MF文庫J）全4巻
- 『クダンの話をしましょうか』（MF文庫J）既刊2巻
- 『もふもふっ珠枝さま!』（MF文庫J）既刊3巻
- 『わるぷるキス!』（MF文庫J）既刊3巻
- 『アクエリオンEVOL』（MF文庫J）全4巻
- 『メイジオブリージュ』（MF文庫J）既刊1巻
- 『彼女が仲間になりたそうにこちらを見ている』（MF文庫J）既刊3巻
- 『クトゥルフ神話TRPG ノベル オレの正気度が低すぎる』（ドラゴンノベルス）既刊1巻

### TRPG関連

#### サプリメント・シナリオ集
- 『クトゥルフ神話TRPG クトゥルフと帝国』（エンターブレイン、坂本雅之・坂東真紅郎・内山靖二郎）
- 『クトゥルフ神話TRPGシナリオ集 七つの怪談』（新紀元社、内山靖二郎・川人忠明・朱鷺田祐介・高平鳴海・坂東真紅郎・友野詳・倉樫澄人）

#### リプレイ
- 『クトゥルフと帝国リプレイ 白無垢の仮面』（新紀元社）
- 『クトゥルフ神話TRPGリプレイ みなせゼミの名状しがたき夏休み』（新紀元社）
- 『クトゥルフ神話TRPGリプレイ るるいえあんてぃーく』（エンターブレイン）
- 『クトゥルフ神話TRPGリプレイ るるいえはいすくーる』（エンターブレイン）
- 『クトゥルフ神話TRPGリプレイ るるいえばけーしょん』（エンターブレイン）
- 『クトゥルフ神話TPRGリプレイ るるいえばーすでい』（エンターブレイン）
- 『クトゥルフ神話TPRGリプレイ るるいえとらべらーず』（エンターブレイン）
- 『クトゥルフ神話TPRGリプレイ るるいえぐりもあーる』（エンターブレイン）
- 『クトゥルフ神話TRPGリプレイ るるいえがすらいと』（エンターブレイン）
- 『クトゥルフ神話TRPGリプレイ るるいえみつかどにっく』（エンターブレイン）
- 『クトゥルフ神話TRPGリプレイ るるいえあーかむしてぃ』（エンターブレイン）
- 『クトゥルフ神話TRPGリプレイ るるいえあかでみっく』（エンターブレイン）
- 『クトゥルフ神話TRPGリプレイ 御津門学園ゲーム部の冒涜的な活動』（エンターブレイン）
- 『クトゥルフ神話TRPGリプレイ セラエノ・コレクション』（エンターブレイン）

### 入門書
- 『クトゥルフ神話TPRG入門 るるいえびぎなーず』（エンターブレイン）